# Ulizarna
Ulizarna es una de las 12 aldeas del municipio de Ojacastro en La Rioja (España). Ulizarna pertenece a lo que se conoce como "cuadrilla de Garay" que agrupa a las aldeas situadas en la margen derecha del río Oja. Actualmente se encuentra despoblado, aunque ha estado habitado hasta el año 2003.
El topónimo Ulizarna significa "pueblo viejo" en vascuence, ya que todos los topónimos del valle del Oja derivan del vasco, idioma usado por los pobladores del valle hasta los siglos XIV y XV.

## Geografía
La aldea se sitúa sobre la ladera sur del valle de San Pelayo, sobre la confluencia de los arroyos San Pelayo y Masarrina. El valle desciende hasta su desembocadura en el Oja a la altura de la villa de Ojacastro, por lo que Ulizarna es una de las aldeas más cercanas a dicha villa. 

## Demografía
En los años 60 y 70 sufrió una fuerte despoblación, provocada por las malas condiciones de vida que se tenían en la aldea, debido a una economía de subsistencia y una ganadería que atravesaba una fuerte crisis. A pesar de ello, la aldea continuó habitada por algunos ganaderos hasta el año 2003 en el que quedó despoblado.Ulizarna contaba a 1 de enero de 2010 con una población de 0 habitantes.
| Gráfica de evolución demográfica de Ulizarna entre 2000 y 2010                                   |
|                                                                                                  |
| Población de derecho (2000-2010) según los censos de población del INE a 1 de enero de cada año. |